# Mira Mann

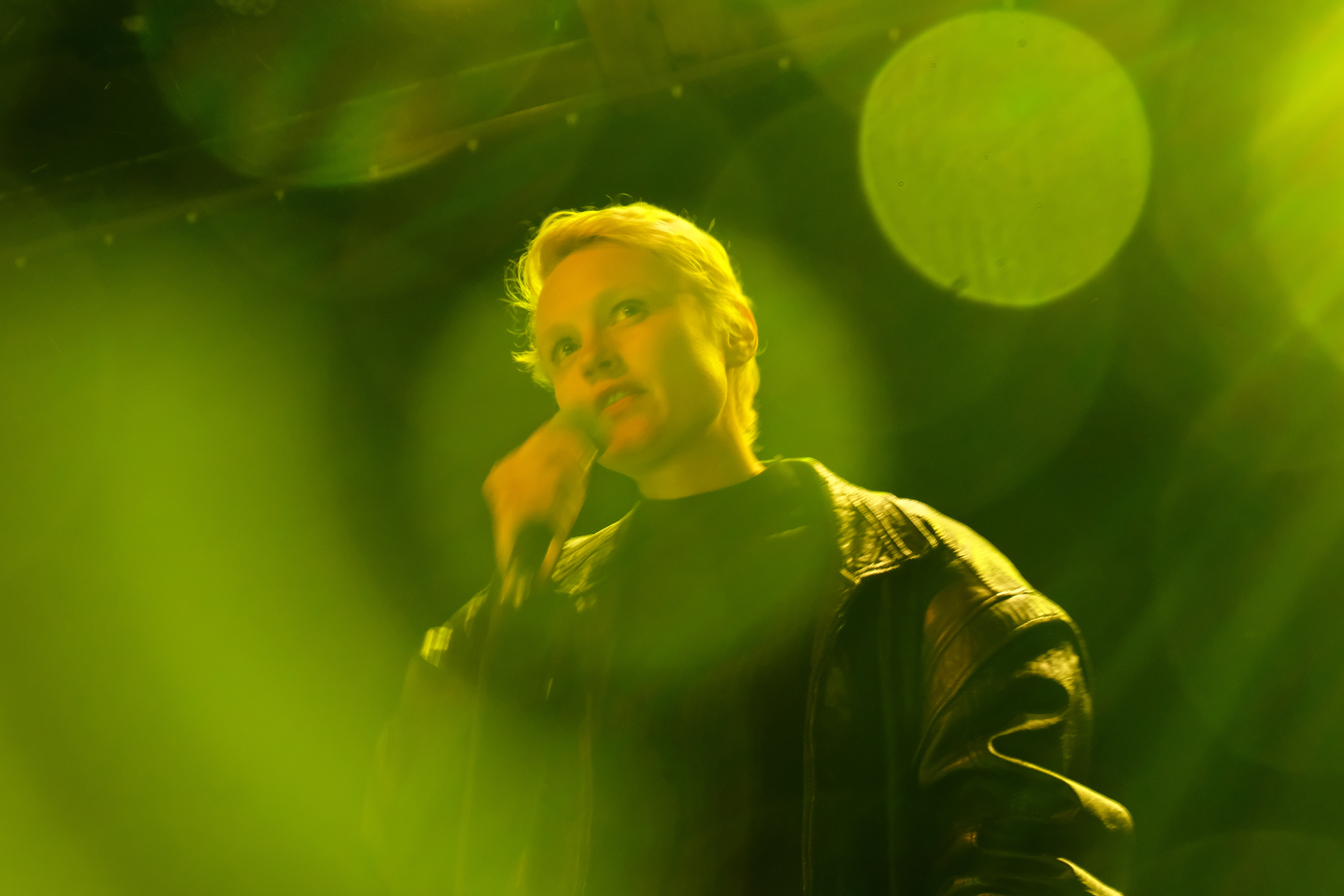
Mira Mann (2022)

Mira Mann (* 1987 in München) ist eine deutsche Autorin und Musikerin. Sie ist auch als Tanzpädagogin, Veranstalterin, DJ und Bookerin tätig. Bekannt wurde sie als Sängerin und Bassistin der Band Candelilla.

## Leben und Werk
Mira Mann studierte ab 2005 Neuere Deutsche Literaturwissenschaft, Theaterwissenschaft und Mediävistik an der LMU. Anschließend absolvierte sie eine Ausbildung zur Tanzpädagogin an der Royal Academy of Dance in London.
2001 gehörte Mann zu den Gründerinnen der Post-Punk-Band Candelilla, mit der sie bis 2017 drei Alben veröffentlichte. Sie übernahm in der Band den Gesang, schrieb Texte und spielte Bass. Mit der Musik wollte sie aus der Münchner Vorort-Welt ausbrechen und sich gegen bestehende Gesellschaftsstrukturen auflehnen. Die Band erspielte sich internationale Bekanntheit und nahm ein Album mit Steve Albini auf.
Mann arbeitete später als Autorin u. a. für das Magazin Das Wetter und für die Süddeutsche Zeitung. Drei Jahre lang war sie für den Bayerischen Rundfunk tätig. Sie gibt das pdf-Magazin Ultra Soft heraus und verantwortet die Sendung Text + Musik des Münchner Radio 80000.
Mann war fünf Jahre lang für das Booking des Münchner Clubs Milla zuständig. Der Club bekam in dieser Zeit dreimal den Programmpreis „Applaus“. Sie  kuratiert die Avant-Pop-Veranstaltungsreihe „Intimacy Quarterly“ im Blitz Club und tritt als DJ auf. Daneben leitet sie Workshops als Tanzpädagogin.
2017 wurde bei Mann Multiple Sklerose diagnostiziert, was sie im Buch Gedichte der Angst und in der EP Ich mag das aus dem Jahr 2019 thematisiert. Die Geburt ihres ersten Kindes 2020 inspirierte u. a. das Langgedicht Kontrolle und Manns erstes Solo-Album, Weich. Ihr Stil als Solo-Künstlerin wird als Grenzgang zwischen Spoken Word, Acid Jazz, Ambient und Geniale Dilletanten beschrieben.
Für das Wintersemester 2023/24 erhielt Mann einen Lehrauftrag an der Akademie der Bildenden Künste Stuttgart, Studiengang Körper, Theorie und Poetik des Performativen.
Mira Mann lebt in München und Wien.

## Diskografie als Solo-Künstlerin
- Ich mag das. EP, Problembär Records 2019
- Schau mich an. EP, Problembär Records 2021
- Weich. Album, Kontrolle Records 2023

## Veröffentlichungen (Auswahl)
- Gedichte der Angst. Parasitenpresse, Köln 2019, ISBN 978-3-947676-36-1
- Komm einfach. Parasitenpresse, Köln 2020, ISBN 978-3-947676-59-0
- Kontrolle. Parasitenpresse, Köln 2023, ISBN 978-3-98805-007-6
- Lovesongs. Parasitenpresse, Köln 2024, ISBN 978-3-98805-039-7

### Beiträge in Anthologien und Zeitschriften
- Das Patriarchat muss brennen in: Frei leben! Frauen der Boheme 1890 – 1920, Verbrecher Verlag, Berlin 2022, ISBN 978-3-95732-546-4
- These boots are made for walking. In: Richard Schumm, Martin Frank (Hrsg.): Edition Paratexte. 1. Auflage. Nr. 1. Edition Paratexte, Stuttgart 2024, ISBN 978-3-00-077843-8.